# 江聯蓉
江聯蓉，安徽省寧國府旌德縣人，清朝政治人物、同進士出身。
光緒十二年（1886年），参加光緒丙戌科殿試，登進士三甲41名。光緒十五年五月，著交吏部掣签，分发各省以知县即用。